# Trimmatothele perquisita
Trimmatothele perquisita är en lavart som först beskrevs av Norman, och fick sitt nu gällande namn av Norman ex Zahlbr. Trimmatothele perquisita ingår i släktet Trimmatothele och familjen Verrucariaceae.   Inga underarter finns listade i Catalogue of Life.
I den svenska databasen Dyntaxa används istället namnet Verrucaria perquisita för samma taxon.  Arten är reproducerande i Sverige.